# کن گرین (بازیکن فوتبال)
کن گرین (انگلیسی: Ken Green؛ ۲۷ آوریل ۱۹۲۴ – ۲۰۰۱-۰۶) یک بازیکن فوتبال اهل بریتانیا بود. 